# Grand Pass
Grand Pass és una població dels Estats Units a l'estat de Missouri. Segons el cens del 2000 tenia 53 habitants.

## Demografia
Segons el cens del 2000, Grand Pass tenia 53 habitants, 23 habitatges, i 16 famílies. La densitat de població era de 186 habitants per km².
Dels 23 habitatges en un 21,7% hi vivien nens de menys de 18 anys, en un 69,6% hi vivien parelles casades, en un 0% dones solteres, i en un 30,4% no eren unitats familiars. En el 30,4% dels habitatges hi vivien persones soles el 21,7% de les quals corresponia a persones de 65 anys o més que vivien soles. El nombre mitjà de persones vivint en cada habitatge era de 2,3 i el nombre mitjà de persones que vivien en cada família era de 2,88.
Per edats la població es repartia de la següent manera: un 20,8% tenia menys de 18 anys, un 5,7% entre 18 i 24, un 18,9% entre 25 i 44, un 30,2% de 45 a 60 i un 24,5% 65 anys o més.
L'edat mediana era de 46 anys. Per cada 100 dones de 18 o més anys hi havia 90,9 homes.
La renda mediana per habitatge era de 40.313 $ i la renda mediana per família de 48.125 $. Els homes tenien una renda mediana de 31.250 $ mentre que les dones 16.667 $. La renda per capita de la població era de 14.089 $. Entorn del 5,9% de les famílies i el 9,7% de la població estaven per davall del llindar de pobresa.

## Poblacions més properes
El següent diagrama mostra les poblacions més properes.